# Apogon selas
 Apogon selas és una espècie de peix de la família dels apogònids i de l'ordre dels perciformes.

## Morfologia
Els mascles poden assolir els 4 cm de longitud total.

## Distribució geogràfica
Es troba al sud de les Illes Ryukyu, les Filipines, Papua Nova Guinea i Salomó.